# 17-я Македонская ударная бригада
17-я Македонская ударная бригада (сербохорв. Седамнаеста македонска ударна бригада / Sedamnaesta makedonska udarna brigada, макед. Седумнаесетта македонска ударна бригада) — воинское формирование Народно-освободительной армии Югославии, участвовавшее в Народно-освободительной войне на территории Вардарской Македонии.

## История
Образована 12 октября 1944 в деревне Желювино близ Куманово. В состав бригады вошли солдаты Криво-паланковского и Кратовского территориальных народно-освободительных партизанских отрядов, а также добровольцы из районов местечек Куманово, Кратово, Свети Никола и Крива паланка. Бригада подчинялась изначально Кумановской дивизии.
Действовала на направлениях Крива-Паланка — Куманово и Скопье — Куманово, воюя против немцев с середины октября. 11 ноября 1944 вошла в Куманово, после освобождения Македонии от немцев продолжила бои против албанских баллистов и четников на Чёрной горе, в Прешево и Гниляне. С декабря 1944 года в составе 41-й Македонской дивизии НОАЮ.

## Командование
- Станойско Спасевский — командир
- Ванчо Цветковский — политрук
- Илия Букорович — начальник штаба